# Jónas Hallgrímsson
Jónas Hallgrímsson (ur. 16 listopada 1807 w Hrauni k. Öxnadal, zm. 26 maja 1845 w Kopenhadze) – islandzki poeta, pisarz, tłumacz i naturalista, współzałożyciel czasopisma „Fjölnir”.

## Życiorys
Urodził się jako syn Hallgríma Þorsteinssona i Rannveigar Jónasdóttir. Był najmłodszym z trzech synów, miał także młodszą siostrę. W 1808 roku rodzina przeniosła się do Steinsstaðir. W wieku 9 lat osierocony przez ojca, który utonął w jeziorze Hraunsvatn. Po jego śmierci zamieszkał u ciotki i prawdopodobnie przebywał u niej do 1820 roku. Od 1823 roku odbył podstawową edukację w szkole Bessastaðaskóla, po czym przeniósł się do Reykjavíku, gdzie pracował w biurze policyjnym jako urzędnik. Od 1832 roku studiował prawo, literaturę i nauki ścisłe na Uniwersytecie Kopenhaskim. W 1837 roku powrócił na Islandię i zaangażował się w badania naukowe i eksplorację wyspy dla rządu duńskiego. Jesienią wrócił do Kopenhagi, ale ponownie przyjechał na Islandię wiosną 1839 roku i podjął badania wyspy. W 1844 roku ponownie wyjechał do Kopenhagi.
W 1835 roku w Kopenhadze stał się współzałożycielem czasopisma „Fjölnir”, które było przez środowisko narodowo nastawionych poetów używane do wzbudzania uczuć patriotycznych u Islnadczyków. Czasopismo ukazywało się do roku 1847. 
21 maja 1845 roku potknął się na schodach i złamał nogę. Następnego dnia został przeniesiony do szpitala, gdzie zmarł 26 maja 1845 roku. 31 maja został pochowany w Kopenhadze.

## Znaczenie
Jónas Hallgrímsson do dziś pozostaje jednym z najbardziej cenionych poetów islandzkich i autorem części z najbardziej znanych wierszy poświęconych krajowi i jego mieszkańcom. Jest uważany za jednego z inicjatorów i najważniejszych twórców islandzkiego romantyzmu. Jego poezja znajdowała się pod silnym wpływem islandzkich pejzaży. Oprócz pisania poezji zajmował się tłumaczeniem poezji romantycznej z języków obcych, był pod dużym wrażeniem Heinricha Heinego. Jest pierwszym islandzkim nowożytnym twórcą opowiadań, podziwiał prace Hansa Christiana Andersena, które tłumaczył na islandzki.

## Upamiętnienie
Jako postać ważna dla islandzkiej historii, w 2013 roku został uhonorowany umieszczeniem jego podobizny na banknocie 10.000 króna. Na awersie znalazło się jego popiersie, a na rewersie rysunek jego autorstwa.